# Eutypa bathurstensis
Eutypa bathurstensis är en svampart som beskrevs av K.D. Hyde & Rappaz 1993. Eutypa bathurstensis ingår i släktet Eutypa och familjen Diatrypaceae.   Inga underarter finns listade i Catalogue of Life.